# Pendžeraši
Pendžeraši, u Slavoniji i Vojvodini, je naziv za obrtnike - staklare (prema turskom pendžer - prozor), koji su šetali ulicama noseći sa sobom staklarski git i staklarske ploče na leđima, te popravljali i/ili postavljali prozore za određenu cijenu.
U srpskom i hrvatskom jeziku postoji fraza: "Pao k'o pendžeraš", što bi značilo da je netko dobro opao o pod, kao što su nekoć znali pasti i pendžeraši pod teretom stakla koje su nosili.